# Coptosapelta olaciformis
Coptosapelta olaciformis là một loài thực vật có hoa trong họ Thiến thảo. Loài này được (Merr.) Elmer mô tả khoa học đầu tiên năm 1913.